# Jorge Holguín Mallarino
Jorge Marcelo Holguín Mallarino (Santiago de Cali, 30 de octubre de 1848-Bogotá, 2 de marzo de 1928),  fue un político, militar, banquero, empresario, periodista, y diplomático colombiano. Fue presidente de Colombia encargado en dos ocasiones:  entre el 9 de junio y el 4 de agosto de 1909. Luego entre el  11 de noviembre de 1921 y el 7 de agosto de 1922 Miembro del Partido Conservador colombiano.
Apodado Luis León.Ocupó cargos públicos en todos los gobiernos colombianos desde 1885 hasta 1922, convirtiéndolo en el funcionario público que ha trabajado por más tiempo y en más gobiernos nacionales en la historia republicana.
Firmó como ministro de relaciones exteriores el tratado Holguín-Avebury. Fue congresista a principios del siglo XX y agente diplomático especial en medio de la crisis con Panamá.
Adicionalmente fue un militar de alto rango durante la guerra de los Mil Días, con experiencia en las guerras civiles de 1876 y 1885, llegando a ser ascendido a General. Durante la guerra de 1876 sirvió además como enlace con las guerrillas conservadores y dirigió el partido por la ausencia del directorio, que estaba en guerra con los liberales.
Ocupó dos veces el cargo de presidente encargado de Colombia, en un primer gobierno entre junio y agosto de 1909 como designado en reemplazo de Rafael Reyes quien renunció, y en un segundo gobierno entre noviembre de 1921 a agosto de 1922 en condición de primer designado, tras la licencia permanente del titular Marco Fidel Suárez. Su segundo mandato se caracterizó por la prolongación del ferrocarril del norte y del Pacífico, y por la concertación de los límites geográficos con Perú, que se negociaron cuando fue canciller del gobierno de Concha.
Era hermano de Carlos Holguín Mallarino, quien fue presidente de Colombia entre 1888 y 1892, y sobrino de Manuel María Mallarino, presidente encargado de 1855 a 1857.

## Biografía
Jorge Marcelo Holguín Mallarini nació en Cali el 30 de octubre de 1848, en el seno de una rica e influyente familia aristocrática y de la élite conservadora.

### Estudios y empresas
Realizó sus primeros estudios de la mano del escritor Eustaquio Palacios, autor de la novela El alférez real, a quien siempre recordó con gran aprecio. También fue educado personalmente por su tío materno, Manuel María Mallarino. influyente político del recién fundado Partido Conservador y por José Caicedo y Rojas Se alejó de la propiedad de sus padres durante la guerra civil de 1860, por el peligro que implicaba ser conservador en esa época, ya que los rebeldes liberales derrocaron al presidente conservador Mariano Ospina en 1861.
Se graduó a los 15 años del colegio de propiedad de Vicente Caicedo Rojas, con estudios de literatura. Pese a su buena educación, decidió dedicarse a negocios e industriales en Tolima y su natal Valle del Cauca. Dominaba bien las materias económicas y conocía el derecho internacional, siendo el fundador del Banco de Bogotá (que abrió sus puertas el 15 de noviembre de 1870) y del Banco Hipotecario. También fundó el centro social bogotano Hockey Club, en 1874.

### Guerra de las escuelas y dirección del conservatismo (1876)

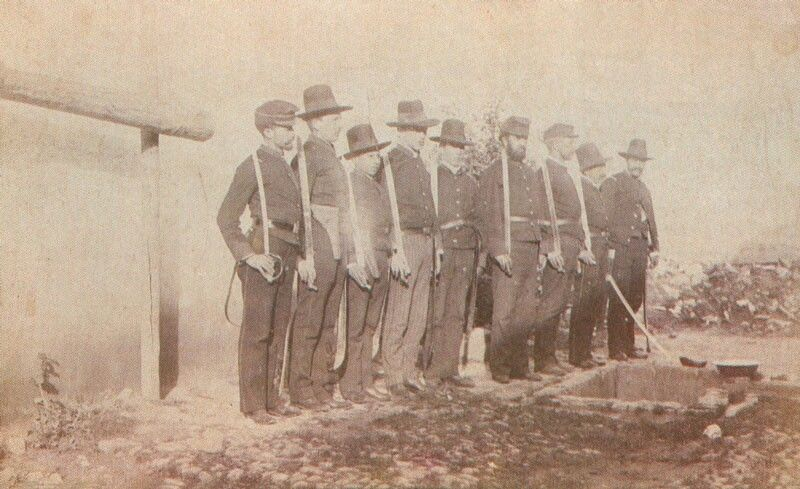
Los Mochuelosː Guerrilleros conservadores durante el conflicto, 1876 o 1877.

Holguín participó en la guerra civil de 1876, que el conservatismo libraba contra el presidente liberal de corte radical Aquileo Parra y pese a su experiencia y formación, sus tropas fueron derrotados en la batalla del Puente del Común, en Chía, cerca de la capital. De hecho los conservadores perdieron la guerra.
Ese mismo año su hermano Carlos, junto con Lázaro María Pérez y Alejandro Posada Bravo, todos ellos directores del Partido Conservador, le encomendaron a Jorge la dirección única del partido, a raíz de la partida de los tres para enfrentar conflictos armados.
Holguín se mantuvo oculto en Bogotá y se puso al frente del conservatismo y al mismo tiempo de las guerrillas conservadoras, bajo el seudónimo de Luis León, hasta que fue tomado como rehén por las fuerzas revolucionarias quienes lo retuvieron hasta la firma de la paz.

### Guerra civil de 1884 y La Regeneración
En 1885 el presidente conservador Rafael Núñez, de quien era un cercano amigo, lo nombró como Secretario de Hacienda, dados sus conocimientos de la banca y el comercio. En el cargo, Jorge fue uno de los ministros responsables de sancionar la Constitución de 1886. También fue responsable de la financiación de las tropas del gobierno que debía sofocar a los rebeldes liberales.
El presidente encargado José María Campo lo envió en misión diplomática a Washington y luego a Panamá en 1887 para intentar conjurar la intervención estadounidense en la región, logrando que los estadounidenses abandonaran el istmo sin violencia. A su regreso de Panamá, Holguín fue nombrado director del Banco Nacional, donde enfrentó las críticas contra el monopolio emisor del banco.
En 1888 fue elegido congresista, defendiendo la obra de Núñez conocida como La Regeneración, mientras que su hermano Carlos fue elegido presidente del país. Ocupó la curul también en los períodos de 1890 a 1894, ocupando la presidencia del Senado en varios períodos diferentes, En 1890, su hermano lo envió como ministro plenipotenciario a Washington para apersonarse del asunto de Panamá. En 1891, publicó en el diario La Prensa, que fundó su hermano Carlos años atrás, desde donde defendió la candidatura presidencial del conservador Miguel Antonio Caro cuñado de Carlos, pese a que Rafael Núñez aún estaba en funciones.
Los esfuerzos de los Holguín tuvieron éxito y Caro ganó las elecciones en 1894. Curiosamente Holguín era el presidente del Congreso en ese momento, por lo que le correspondió tomarle juramento a Caro cuando este tomó posesión del cargo el 7 de agosto de 1894.

### Guerra civil de 1895
Pese a sus derrotas militares del pasado, Holguín ascendió al grado de general por sus acciones en la guerra de 1895 en la batalla de Cruz Colorada. Derrotó en Capitanejo (Santander), al poderoso militar liberal Rafael Uribe Uribe, lo que significó el fin de esa guerra, la victoria conservadora y la consolidación del proyecto radical de Núñez. En un párrafo de su autobiografía Holguín escribió:

La guerra es lo más espantoso que le puede acontecer a los hombres. Recuerdo que después de la batalla de Enciso, y al acercarme en una comisión delicada ante el general Reyes, me tocó ver uno de los espectáculos más horribles que es de suponer. En medio de una naturaleza bellísima, los campos sembrados de cadáveres. Los heridos, con los cráneos, con todos los huesos despedazados, lanzando las más terribles imprecaciones.
Jorge Holguín Mallarino

### Ministerio de Relaciones Exteriores (1896-1898)
Caro comisionó a Holguín como jefe del Ministerio de Relaciones Exteriores en 1896. Como canciller, Holguín defendió el tratado Silva Gandolfi-Holguín, que generó muchísima polémica en el congreso colombiano porque favoreció abiertamente los intereses limítrofes venezolanos.
También logró un acuerdo con Costa Rica donde ambos países se comprometían a llevar sus controversias limítrofes ante el presidente de Francia Marie François Sadi Carnot, quien decidió los límites de ambos países teniendo en cuenta que Panamá aún era de Colombia.
En 1897 se enfrentó con el gobierno, pese a que era un funcionario de Caro, dada la decisión del presidente de encarcelar al director del periódico El Constitucional, que era un medio opositor al gobierno conservador. El motivo de la controversia de Holguín con Caro fue que el primero consideró demasiado represiva la medida del segundo y que atentaba contra la libertad de prensa.

### La Guerra de los Mil Días y pérdida de Panamá

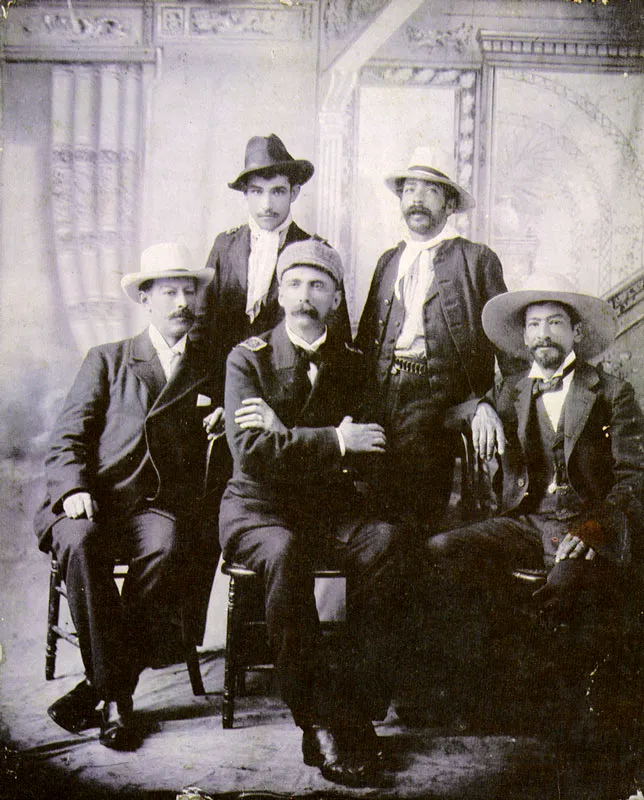
El Estado Mayor Conservador. Holguín (en el centro) con Carlos Cuervo, Henrique Arboleda y los hermanos Ruiz, 1899 o 1900. Museo Nacional de Colombia.

Posteriormente fue Ministro de Guerra, ministro del Tesoro y luego fue nombrado Gobernador de Cundinamarca durante el gobierno de Manuel Antonio Sanclemente. Como ministro de guerra, Holguín apresó a líderes liberales por conspiración. Holguín hizo parte del gobierno hasta el 15 de julio de 1900, cuando el vicepresidente José Manuel Marroquín dio un golpe de Estado a Sanclemente.
Holguín se unió a varios conspiradores como Pedro Nel Ospina y Henrique Aboleda y encabezó un alzamiento contra el presidente Marroquín el 31 de julio de 1901, pero fueron derrotados por fuerzas estatales y Marroquín ordenó el exilio de los conspiradores. Holguín pudo regresar a Colombia en 1903, cuando Panamá se separó de Colombia.
A pesar de su exilio, fue luego comisionado por el presidente Marroquín para solucionar el conflicto separatista y la intervención de los Estados Unidos en el asunto. Luego fue enviado a Francia por consejo del abogado de Colombia Mc Beagh, para solucionar el problema de las acciones francesas en el canal, haciéndose amigo y apoderado judicial del presidente del país, Raymond Poincaré.

### Gobierno de Reyes y Asamblea Nacional (1909)
Durante el gobierno de Rafael Reyes, a Holguín le correspondió firmar el Tratado Holguín-Avebury sobre la unificación de la deuda externa colombiana. Para defender este convenio con Lord Avebury, escribió su libro Desde Cerca, cuyo opositor Santiago Pérez Triana parodió con la publicación de otro libro llamado Desde Lejos. También fue agente fiscal del gobierno colombiano en Londres.
En 1909 Holguín regresó a Colombia. El 10 de febrero de ese año el presidente Reyes convocó a una Asamblea Nacional para reemplazar el cierre del Congreso, y Holguín fue elegido presidente de esa asamblea, iniciándose las sesiones el 22 de febrero de ese año. También fungió como ministro de Gobierno de Reyes, impulsando varias reformas progresistas como la libertad de los presos políticos del país y la libertad de prensa.

### Primera designatura presidencial (1909)
La creciente oposición que surgió en contra del presidente Reyes, derivó en los eventos del Trecemarcismo, (ocurridos el 13 de marzo de 1909) que aceleraron la caída del gobierno. Reyes viajó a Santa Marta, dejando a cargo del gobierno a Holguín, quien asumió el 7 de junio de 1909. El presidente Reyes finalmente hizo pública su renuncia desde Santa Marta, el 27 de julio de 1909, y con ello Holguín fue confirmado en el cargo. Reyes deseaba que Holguín fuera su sucesor, pues le tenía afecto a Jorge. Durante los 2 meses que estuvo en el poder, tuvo que enfrentar dificultades de orden público, especialmente en Barranquilla donde se dio una fuerte oposición. Pese a ello, garantizó la libertad de prensa, estableció leyes nuevas para la justicia, suprimió la vicepresidencia y aprobó un pacto bilateral con la Santa Sede.
Pese al traspaso pacífico del poder, un grupo de estudiantes se reunió para protestar por la designación de Holguín y por el Tratado Cortés-Root-Arosemena, con el cual Colombia restableció relaciones diplomáticas con Estados Unidas (rotas desde 1903). Para evitar una masacre, dado que Reyes ordenó dispersar a los manifestantes a sangre y fuego, Holguín retiró de la asamblea el tratado y se negó a obedecer la orden de dispersión y a asumir su cargo en un principio.
A pesar de que fue el designado para completar el período de Reyes, el Congreso eligió a Ramón González Valencia como designado presidencial, dado que el era el vicepresidente de Reyes. En un principio Holguín se negó a reconocer las pretensiones de González, dado que él había renunciado a la vicepresidencia en 1905, y en cambio le ofreció un ministerio.
Tras la negativa de González y amenazado por los partidarios de éste (quienes manifestaron su deseo de poner a González en la presidencia por las armas) Holguín decretó el estado de sitio. La asamblea respondió convocando a elecciones para elegir a un nuevo presidente y destituir a Holguín, en agosto de 1909.
Finalmente Holguín entregó el poder el 3 de agosto de 1909 tras no presentarse a las elecciones extraordinarias que ganó con amplia ventaja Ramón González, pese a que sus partidarios le solicitaron no reconocer los resultados y mantenerse en el poder. Holguín sin embargo decidió aceptar la decisión de la asamblea y previendo una nueva guerra civil abandonó el cargo para la posesión de González el 7 de agosto de 1909.
Ya después de su primera administración, Holguín se vinculó al partido Unión Republicana, que buscaba la armonía entre el Partido Liberal y el Conservador. En 1914 asesoró y perfeccionó el Tratado Urrutia-Thomson, que fue firmado durante los últimos días del gobierno del presidente Carlos Eugenio Restrepo, candidato del republicanismo.
Fue asesor del gobierno de José Vicente Concha, desde donde empezó a gestionar una negociación con Perú por problemas limítrofes, que luego germinarían en un tratado binacional. Fue confirmado en el cargo de canciller por el presidente conservador Marco Fidel Suárez, pero luego renunció meses después en el marco de un boicot al presidente Suárez, golpe que se prolongó por todo su gobierno.

### Segunda designatura presidencial (1921-1922)
En 1921, nuevamente fue designado presidencial por el retiro de Suárez, quien envió una carta al congreso el 4 de noviembre e hizo efectivo su retiro, en calidad de licencia, a partir del 10 de noviembre, pero prolongándose hasta la terminación de su período. Suárez se retiró por los problemas de gobernabilidad que tuvo desde finales de 1919. Antes de su renuncia, Suárez se cercioró de que su sucesor sería Holguín, hombre de su entera confianza y de su misma corriente ideológica. El 6 de noviembre Holguín fue elegido primer designado, y el 11 se posesionó ante el congreso colombiano, a raíz de un acuerdo político previo, en el que ambos partidos apoyaron la designación de Holguín como sucesor de Suárez. Su elección se logró gracias a su gestión con el gobierno peruano por la delimitación de fronteras cuando trabajó para el presidente Concha y por su cercanía con la familia de la esposa fallecida de Suárez.
En este gobierno, Holguín procuró rodearse de copartidarios suyos que le facilitaron gobernar, en comparación con su primer gobierno. De su gabinete destacan de su cuerpo de ministros dos liberales, quienes llegaron a ser presidentes en 1930 y 1934, 1942 respectivamenteː Enrique Olaya Herrera y Alfonso López Pumarejo.
Se destacó por servir de enlace entre el ejecutivo y el legislativo, trató de reconciliar el gobierno con los liberales, más sus esfuerzos fueron infructuosos. Se interesó especialmente por la construcción de los Ferrocarriles del Norte y del Pacífico. Los ferrocarriles le ayudaron a implementar una política cafetera, beneficiándose de la bonanza cafetera de finales de los 30, impulsada luego por la indemnización por la pérdida de Panamá que el gobierno le pagó a Ospina meses después de que Holguín entregara el poder.
Se encargó también de permitir el éxito del Tratado Lozano-Salomón, que inició el gobierno Suárez, para trazar los límites con el Perú por problemas territoriales.

### Controversias
En su segundo gobierno, Holguín fue apoyado por el general Pedro Nel Ospina, pero fue duramente cuestionado por la opinión pública, dados los abiertos intereses electorales del mismo. Fundamentalmente la crisis se dio cuando incluyó a los ospinistas Miguel Arroyo Diez y Aristóbulo Archila, y luego trató de emendar el error al incluir liberales y conservadores en su gabinete; la mayoría rechazaron la oferta. A este respecto al diario La República afirmó:

“El nuevo Gabinete seleccionado no solucionará, ni remotamente, los problemas que el país confronta [...] creemos que el señor General Holguín no ha querido dar un paso definitivo y firme”
Pedro Nel Ospina

A finales del gobierno de Holguín, conservadores radicales como el entonces congresista Laureano Gómez acusaron públicamente al hombre fuerte del gobierno, Pedro Nel Ospina, de estar aliado con los liberales para derrocar a Holguín y restaurar al expresidente Suárez. También acusaba al supuesto complot ospinista-liberal de estar planeando retrasar la creación del Banco de la República, con el fin de beneficiarse electoralmente del retraso. Gómez llegó a decirː

"(…) hemos ocasionado al Erario público un gasto que excede de 300 000, $ con el solo pretexto de que estamos legislando sobre Bancos, pero resueltos a que la ley sobre la materia no se expida. ¿Hay en esto honorabilidad y buena fe?"
Laureano Gómez, mayo de 1922.

Fue un hecho que el banco se creó bajo el gobierno de Ospina, pero no se llegó a comprobar el complot, aunque resulta curioso el hecho de que haya influenciado tanto en su retraso. Finalmente el más beneficiado por el escándalo fue el propio Ospina, quien resultó elegido presidente y Holguín le entregó el poder el 7 de agosto de 1922.

### Postgobierno
Holguín continuó varios años más en el Congreso como representante a la cámara. En 1928 se empezó a perfilar como candidato del conservatismo para las elecciones presidenciales de 1930, pero la enfermedad lo alejó de sus aspiraciones. 
Jorge Holguín falleció en Bogotá el 2 de marzo de 1928 a los 79 años. Su muerte fue un suceso nacional y se le rindieron homenajes a lo largo del país. Fue sepultado en el Cementerio Central de Bogotá.

## Vida privada

### Semblante
Holguín fue calificado como un hombre en extremo culto, con refinamiento y buena clase, y pese a su trayectoria de militar era en extremo pacífico y amable. No es de extrañar los comentarios dada su amplia experiencia, los estudios que desarrolló y de quienes se rodeó en vida. Una crónica de El Tiempo, con motivo del aniversario de su fallecimiento, lo describió asíː

"Su imagen era la de una persona hábil, prudente y jovial. Sus oponentes no tenían nada que hacer para neutralizar sus movimientos políticos: siempre salía ganando. Y no era solamente que supiera manejar a la humanidad a base de buenas maneras, gracia y simpatía. Toda esa cordial actitud estaba respaldada por una voluntad de hierro y una firmeza sin vacilaciones.
(...)
La habilidad política de don Jorge Holguín no tiene paralelo, pero nunca derogó el código de la más exquisita cultura. Su gracia, su palabra chispeante y su genio bondadoso le permitieron sortear los momentos más difíciles sin dejar un enemigo jamás."

### Familia
Jorge era miembro de varias prestigiosas familias colombianas, tanto por nacimiento (los Holguín), como por afinidad (los Arboleda y Mosquera). Era pariente directo de dos presidente de Colombia y por afinidad de otros 2, junto a un quinto, quien era el suegro de su hermano, para un total de 6 presidentes de su familia, incluyéndolo a él mismo.
Era hijo de Vicente Holguín Sánchez y María Josefa Mallarino, dos familias preponderantes en la política colombiana del siglo XIX. Su madre era hermana de Manuel María Mallarino, político conservador que fue presidente de Colombia entre 1855 y 1857, y fue el primer presidente del recién fundado partido.
Era hermano también de Julia, Carlos, Mercedes, Vicente, María Dolores, Ernesto, Enrique, Ignacio y Eduardo Holguín Mallarino. Su hermano mayor, Carlos Holguín, también fue presidente de su país entre 1888 y 1892, y se casó con Margarita Caro Tobar, hermana del político Miguel Antonio Caro e hijo del poeta José Eusebio Caro, fundador del Partido Conservador. Miguel sucedió a su cuñado Carlos en la presidencia, ocupando el cargo entre 1892 y 1898. Caro redactó junto con Rafael Núñez la constitución de 1886.
Fueron hijos de Carlos y Margarita -y por tanto sobrinos de Jorge- la pintora Margarita Holguín Caro, el diplomático Hernando Holguín Caro, y Clemencia Holguín Caro, esposa del político y militar Roberto Urdaneta, quien ocupó la presidencia de Colombia entre 1951 y 1953, tras la convalencencia del titular Laureano Gómez.

### Matrimonio

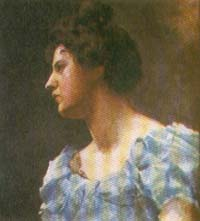
Su esposa, Cecilia Arboleda de Holguín

Jorge se casó el 9 de agosto de 1877 con la colombo francesa Cecilia Arboleda Mosquera, hija del poeta y poderoso caudillo conservador Julio Arboleda quien fue presidente de Colombia brevemente, y sobrina del educador Sergio Arboleda. Los Holguín Arboleda fueron padres de 12 hijos: Sofía, Ricardo, Daniel, Julio, Elena, Rafael, Cecilia, Jorge, Pablo, Matilde, Beatriz y Alicia Holguín Arboleda.
La familia de su esposa estaba emparentada con la familia hispano irlandesa Pombo O'Donell, a la que pertenecen el militar Lino de Pombo y su hijo, el afamado escritor Rafael Pombo, y de la que descienden el periodista Roberto Pombo y sus hermanas Diana y María Elvira Pombo Holguín.

### Descendencia
Su hija mayor, Sofía se unió en matrimonio en 1903 con Frank Alexander Koppel Lindig -de los Koppel, emparentados con el fundador de la compañía cervecera colombiana Bavaria, Leo Siegfried Kopp-; su segundo hijo Ricardo Holguín con Inés de la Torre Muñoz en 1910; su tercer hijo Daniel Holguín lo hizo con Amalia Reyes Angulo -hija del general Rafael Reyes Prieto, sobrina del político Diego Angulo Lemos, y sobrina nieta por línea materna de Froilán Largacha Hurtado, tío a su vez de Julián Trujillo Largacha-.
Su cuarto hijo Julio Holguín se casó con Elena Pardo Umaña, siendo yerno del político Alfredo Vásquez Carrizosa; su quinta, Elena Holguín lo hizo en 1909 con el diplomático Francisco José Urrutia con quien tuvo al diplomático colombo-ecuatoriano Francisco Urrutia Holguín y a la pintora Sofía Urrutia; Rafael Holguín, su sexto hijo, se casó con Clementina Umaña de la Torre -pariente de su cuñada Inés de la Torre-, de quien descienden el periodista Roberto Pombo y la ecologista Diana Pombo, y la prima de ambos, María Ángela Holguín. 

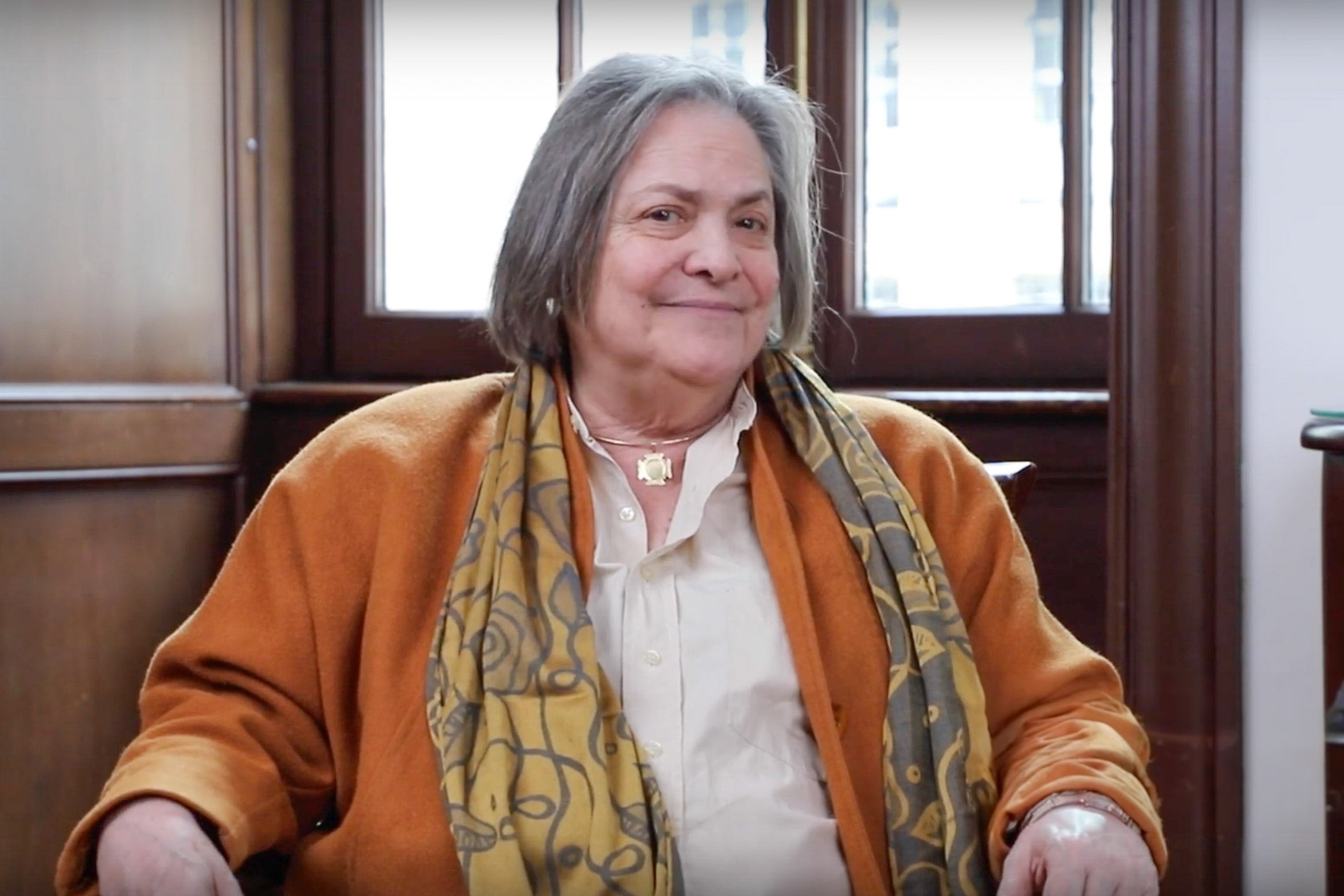
Clara López Obregón, su bisnieta.

Por otro lado, su séptima hija, Cecilia Holguín se unió con Eduardo López Pumarejo, quien era hermano de Alfonso López, hijo del comerciante Pedro A. López Medina y de Rosario Pumarejo Cotés, y nieto del sindicalista Ambrosio López Pinzón, de quien desciende la política Clara López Obregón (su bisnieta). Su octavo hijo, Jorge Holguín, se unió en matrimonio en 1922 con Alicia Pombo de León -de los Pombo de su madre Cecilia- en tiempos de la presidencia de Jorge; Pablo, su noveno hijo se casó con Elvira Calderón Barriga en 1925; y Matilde, la décima, con Roberto Franco Franco en 1916.

## Legado
Un retrato suyo se encuentra en el Salón Esmerlada, un pequeño cuarto de tapicería y mueblería verde, ubicado en la Casa de Nariño -sede presidencial de Colombia-; junto al retrato hay espejos y un reloj que pertenecieron a Simón Bolívar. En el Salón Luis XV hay otro retrato que corresponde al de su hermano Carlos.